# Rue Saint-Jean (Québec)
Pour les articles homonymes, voir Rue Saint-Jean.
La rue Saint-Jean est une des plus anciennes rues de la ville de Québec. Longue de 1,8 km sur son parcourt total elle en est une des plus populaires et fréquentées. Elle est divisée en deux segments - intra et extra muros - par la porte Saint-Jean, vestige des anciennes fortifications de la ville.
Une partie de cette rue est à l'intérieur des fortifications, elle fait donc partie du Vieux-Québec. L'autre partie de la rue est en dehors des fortifications, qu'elle franchit par la porte Saint-Jean, et fait partie du quartier Saint-Jean-Baptiste.

## Situation et accès

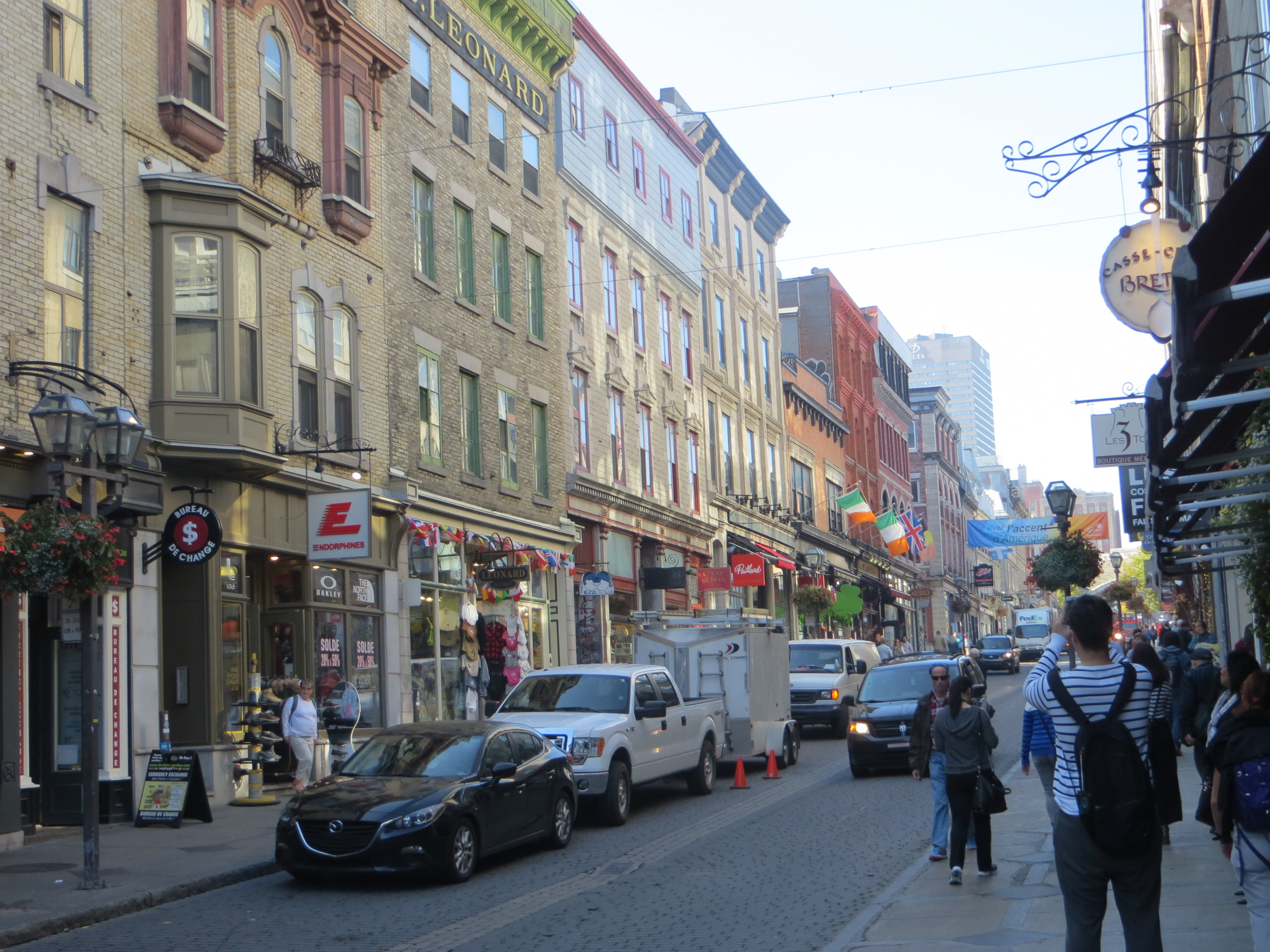
Rue Saint-Jean, intra muros.

La rue débute à la rencontre de la côte de la Fabrique et de la rue Couillard, et se dirige vers le sud-ouest jusqu'à l'avenue De Salaberry, limite des quartiers Saint-Jean-Baptiste et Montcalm. À ce point, la rue Saint-Jean change de nom pour celui du chemin Sainte-Foy. Sa longueur est d'environ 1,8 km.
Du côté intra-muros, on y retrouve une abondance de commerces tels que restaurants, boutiques et quelques auberges. Cette section de la rue Saint-Jean est ainsi à caractère plus touristique, typique du Vieux-Québec. L'architecture y est plus imposante et plus ancienne.
Du côté extérieur aux fortifications, la rue Saint-Jean revêt un aspect de vie de quartier et d'un art de vivre. On y retrouve plusieurs commerçants offrant des produits et services tels que : aliments biologiques ou du terroir, pharmacies, boulangerie, boucherie, cafés, etc. On retrouve dans les alentours de ce segment de la rue Saint-Jean, davantage de maisons et édifices à habitation, comparé au segment fortifié.

## Origine du nom
La rue Saint-Jean emprunte le prénom de Jean Bourdon (v. 1601 - 1668), arpenteur et syndic, qui a tracé la voie pour relier à la ville d'alors son fief de Saint-Jean, situé dans l'actuel quartier Montcalm, qu'il avait acquis en 1639.

## Historique
En 1734, elle devient le point de départ du chemin du Roy menant jusqu'à Montréal.

### Numéros civiques
La numérotation des édifices se fait à partir de l'ouest (depuis l'avenue De Salaberry) vers l'est.
À l'intérieur des murs, au numéro 1000, à l'intersection de la rue D'Auteuil, se trouve l'édifice de la Jacques-Cartier-Water-and-Power-Company.
La dernière adresse est le 1200, rue Saint-Jean, à l'angle de la rue Couillard. Juste après la rue Garneau, bifurquant sur la droite, c'est la côte de la Fabrique.

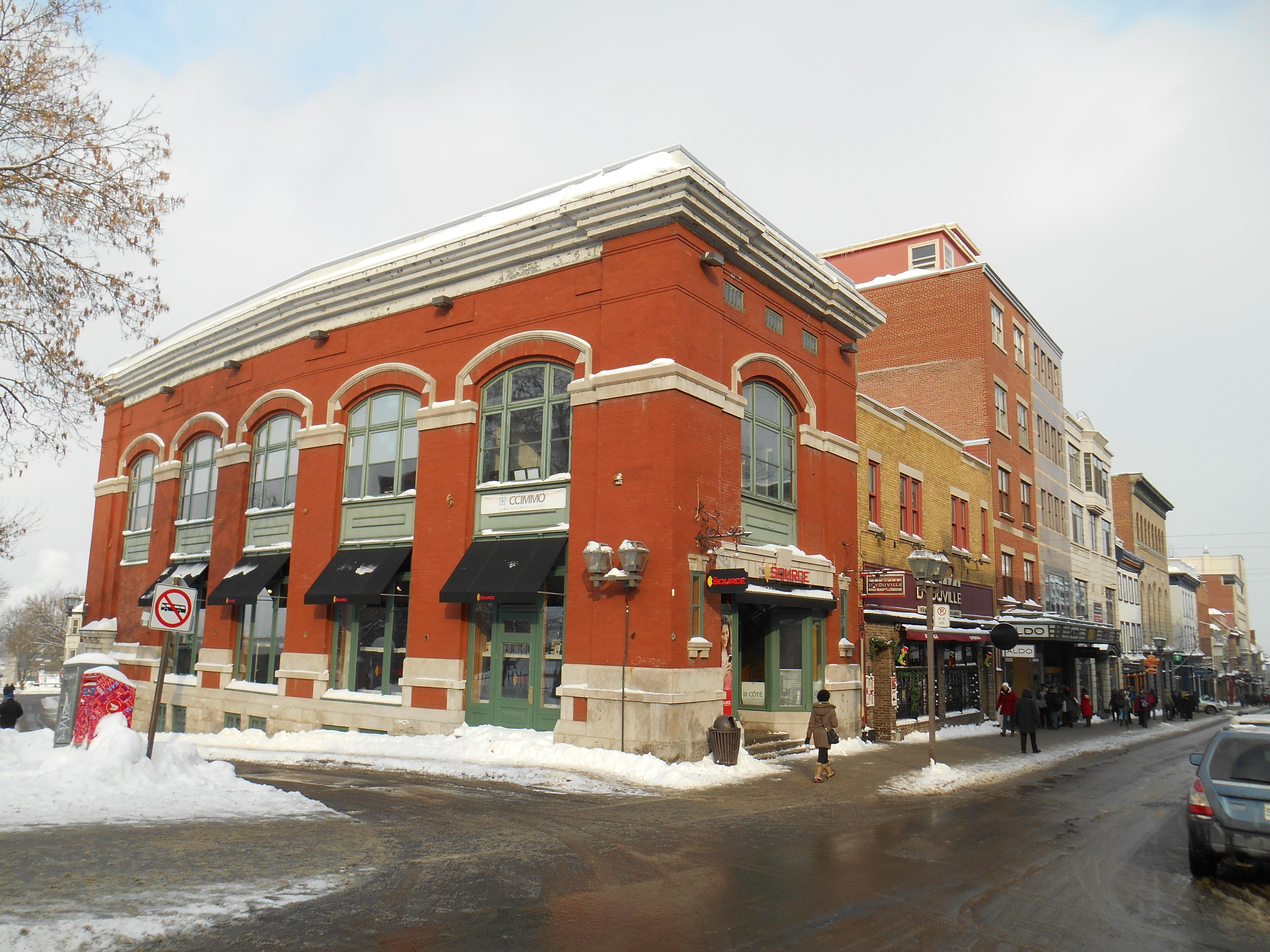
1000, rue Saint-Jean
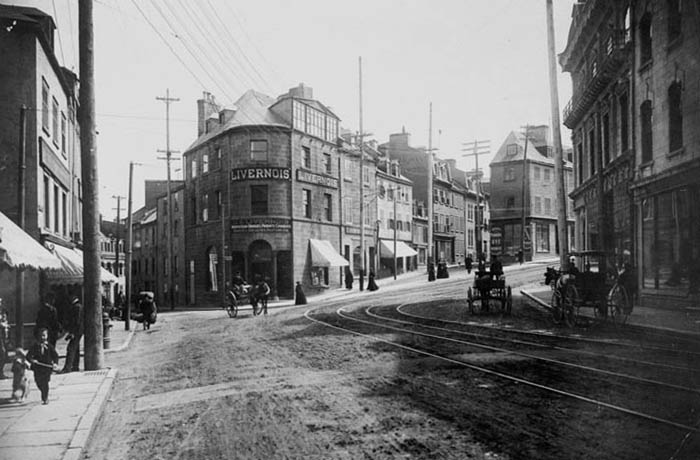
1200, rue Saint-Jean, 1890
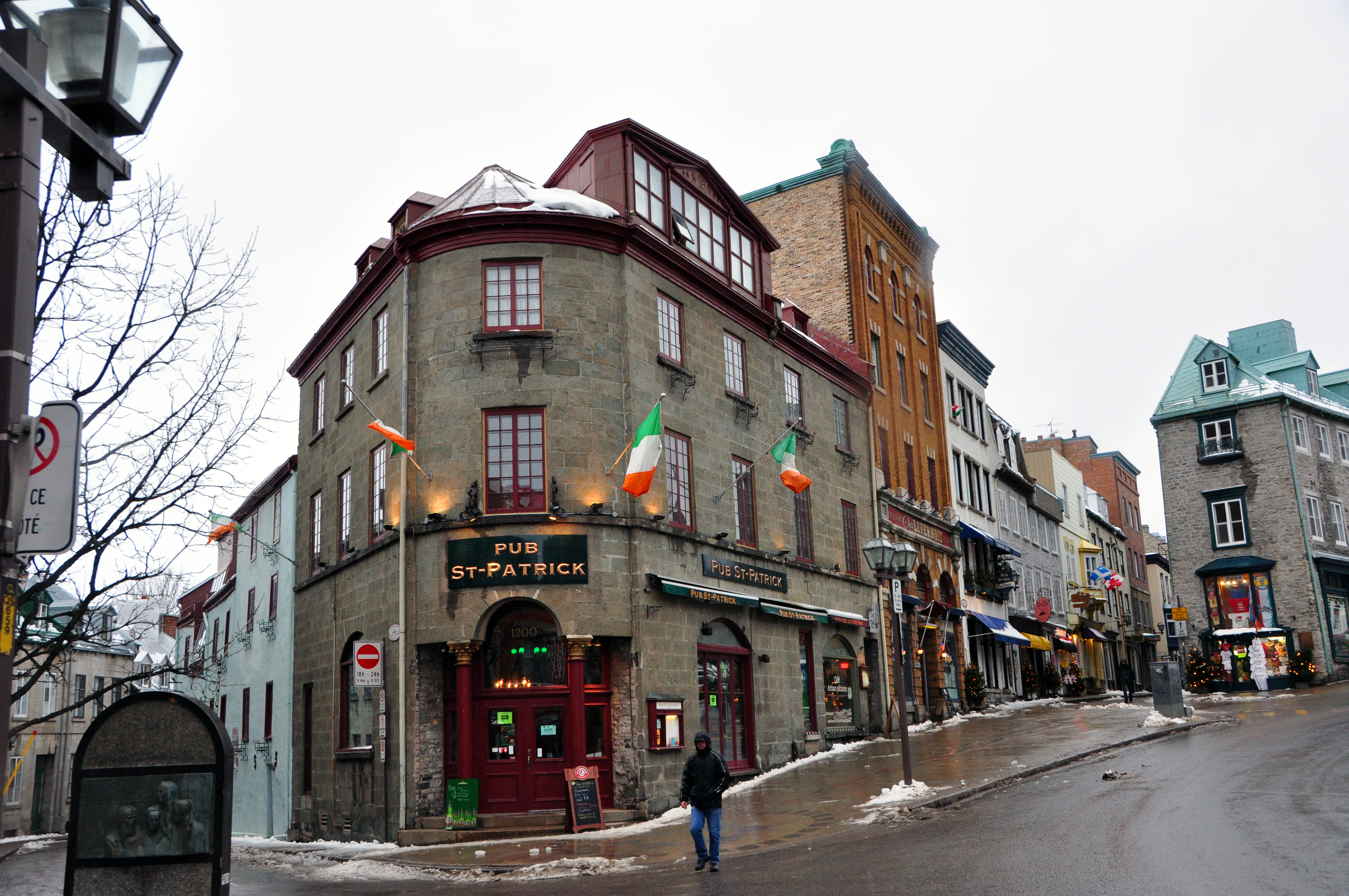
Même lieu, 2010

## Bâtiments remarquables et lieux de mémoire

### Principales adresses à proximité
Classés selon leur localisation, d'est en ouest.
- Hôtel de ville de Québec
- Capitole de Québec
- Cabaret du Capitole
- Palais Montcalm
- Édifice D'Youville
- Hôtel Courtyard Marriott
- Édifice de la Banque Royale
- Édifice Bell
- Hôtel Palace Royal
- Collège CDI
- Radio-Canada
- Église Saint-Jean-Baptiste

### Parcs et promenades
- Place d'Youville
- Terminus d'Youville
- Porte Saint-Jean

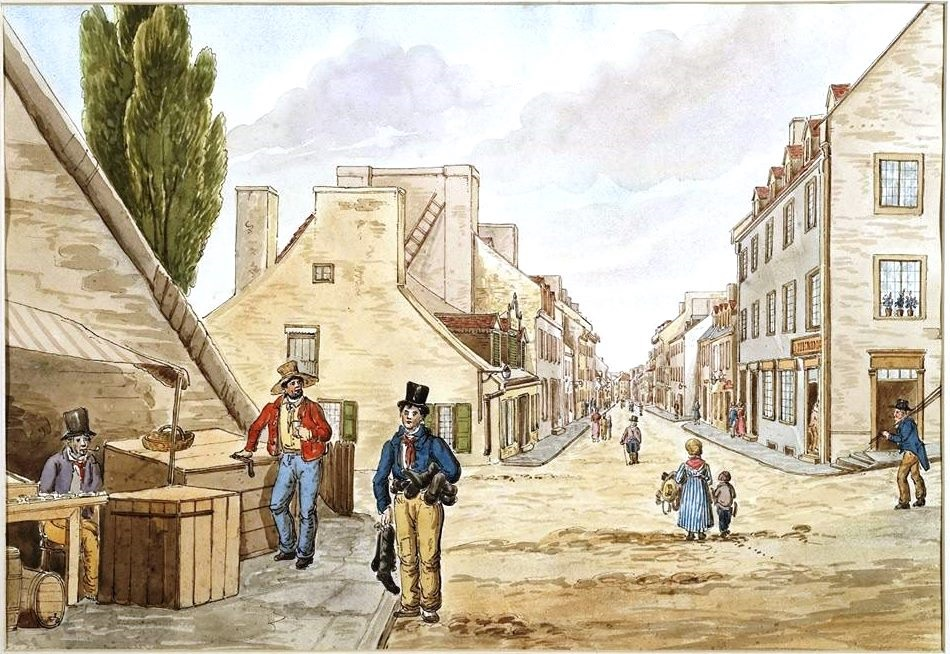
En 1829, près de la rue D'Auteuil, par Cockburn
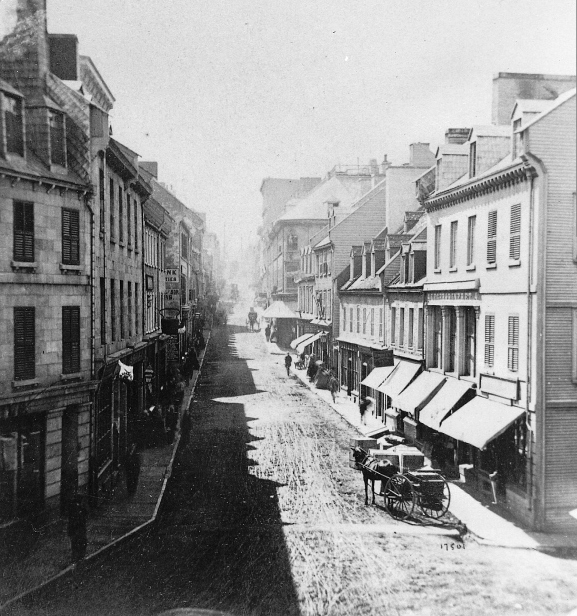
En 1865, par William Notman
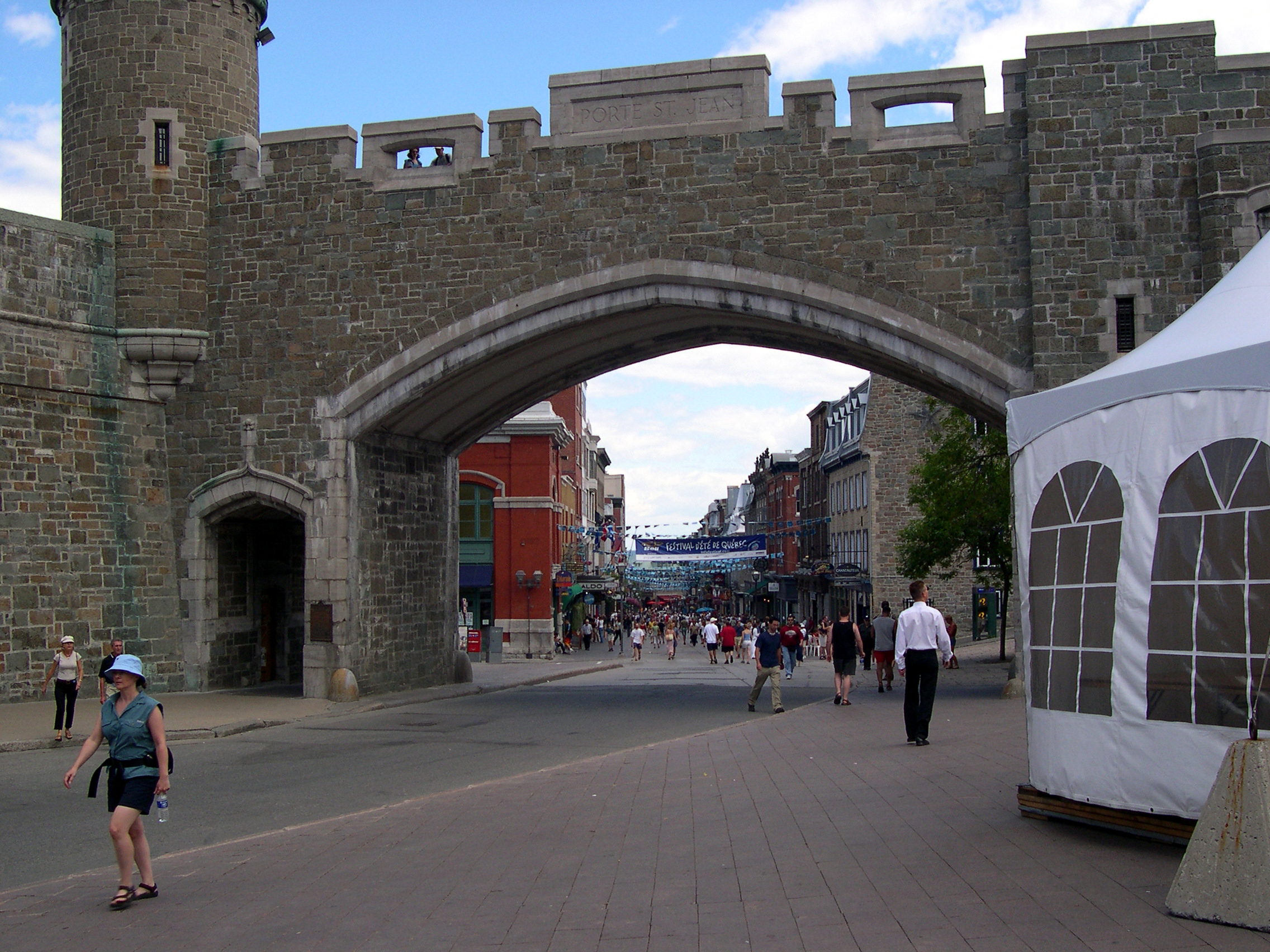
La rue Saint-Jean passe sous la porte Saint-Jean
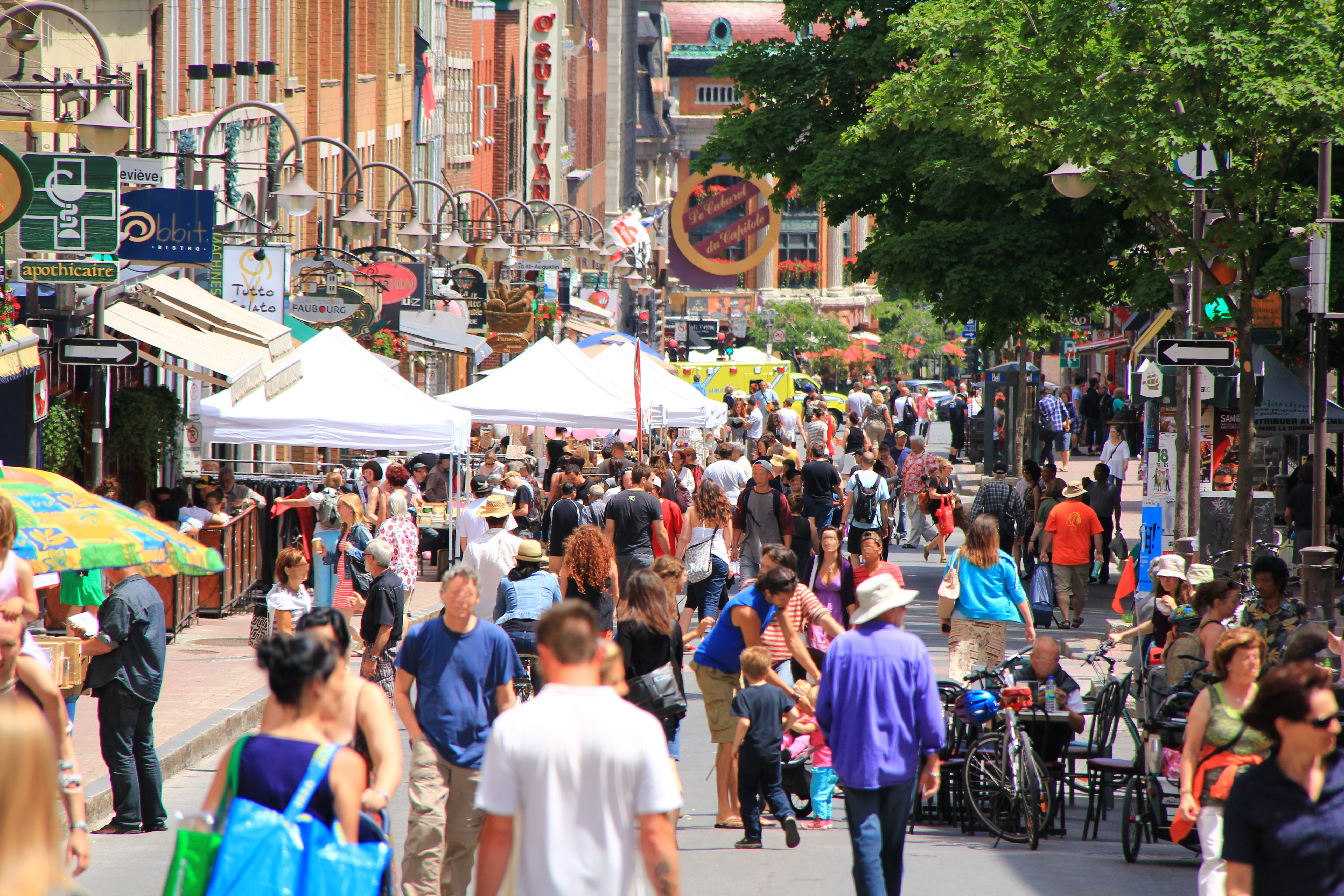
Utilisation occasionnelle en rue piétonne